# Такий чудовий день
«Такий чудовий день» (англ. It's Such a Beautiful Day) — науково-фантастичне оповідання американського письменника Айзека Азімова, вперше надруковано 1954 року у збірці «Star Science Fiction Stories No.3». Увійшло до збірок «Крізь скло ясне» (Through a Glass, Clearly) (1977), «Прихід ночі та інші історії» (Nightfall and Other Stories) (1969).

## Сюжет
У 2117 році в елітному районі Сан-Франциско всі жителі для переміщення користуються виключно «Дверима» — пристроями телепортації.
Одного разу школяру Річарду Хеншоу, через поламку власних «Дверей», щоб потрапити в школу, довелось вийти з будинку і скористатись сусідськими «Дверима». З тих пір він час від часу надає перевагу подорожам пішки. Це починає хвилювати його матір і шкільну вчительку, оскільки такий спосіб вважається віджившим і тепер вже ніхто не знає, як виглядає світ ззовні будинків.
Матір просить психіатра доктора Слоуна оглянути Річарда. Доктор пропонує хлопцю прогулятись по вулиці, вважаючи що хлопця тягне до подорожей пішки аура забороненості. Річард показує доктору на вулиці багато цікавих невідомих йому речей, в тому числі і докторів будинок.
Після прогулянки доктор повідомляє зверхньо налаштованій матері Річарда, що бунтарство хлопця пройде з віком і він повернеться до суспільно-прийнятної поведінки, але мати наполягає на небезпечному психозондуванні.
Насамкінець, доктор починає розділяти погляди Річарда і вирішує пішки повернутись додому, оскільки надворі «такий чудовий день».